# 15-те тисячоліття до н. е.
П'ятнадцяте тисячоліття до н. е. (XV) — часовий проміжок з 15 000 по 14 001 рік до нашої ери.

## Події

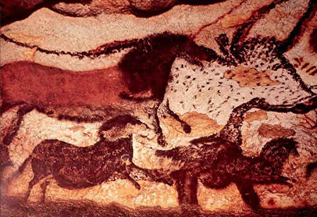
Зображення в печері Ласко

- 15 000 до н. е. — можливий час створення малюнків (період між 17-м та 15-м тисячоліттям до н. е.) у печері Ласко в Дордоні, на південному заході Франції[1].